# Ujong Kulam
Ujong Kulam is een bestuurslaag in het regentschap Aceh Utara van de provincie Atjeh, Indonesië. Ujong Kulam telt 274 inwoners (volkstelling 2010).